# Dolmen (miniserie televisiva)
Dolmen è una miniserie tv, composta da 6 puntate da 90 minuti ciascuna, importata dalla Francia dove nell'estate del 2005 ha ottenuto 12.000.000 di spettatori diventando la serie tv più vista in Francia.
Grazie a questo grande successo è stata esportata in Belgio, Svizzera, Portogallo, Polonia e anche in Italia dove è stata trasmessa da Rete 4 dal 24 agosto al 28 settembre 2006. In tutti i Paesi dove è stata esportata ha avuto molto successo tanto che la TF1 il canale dove è stata trasmessa ha messo in programma una seconda serie. I protagonisti sono attori molto famosi in Francia e si possono vedere in altri lavori anche in Italia.
Le sceneggiatrici Marianne Le Pezennec e Nicole Jamet sostengono che la miniserie sia "Un'unione di dramma, azione e soprannaturale, a metà tra la tensione di un thriller e le atmosfere surreali, mentre gli ingredienti del suo successo sono da cercare nei sentimenti, negli intrighi noir e nei tanti segreti di famiglia, ben conditi da suspense e scene suggestive girate nella cornice di Belle-Île-en-Mer.

## Trama
Marie Kermeur, ufficiale di polizia giudiziaria di Brest, città portuale della Bretagna, torna a Ty Kern (il vero nome dell'isola è Belle Île) suo luogo natale, per sposarsi con Christian Bréhat, l'amore di gioventù. Il destino però, ha deciso in modo diverso: il fratello di Marie, Gildas, viene brutalmente assassinato. Dopo la morte di Gildas, eventi surreali sconvolgono ulteriormente la tranquilla vita degli isolani: un menhir, inizia a sanguinare. L'isola si trasforma in un teatro di accadimenti strani e drammatici. Uno dopo l'altro, alcuni isolani trovano la morte in circostanze misteriose e gli eventi sembrano seguire un rituale che fa pensare a vecchie leggende celtiche, di sinistra memoria.
Marie decide di seguire di persona le indagini e pian piano si rende conto che dietro tali avvenimenti si nascondono un passato fatto di segreti e menzogne. Alla luce di questi strani episodi il comandante Lucas Fersen, specializzato in crimini rituali, viene mandato direttamente da Parigi per seguire l'inchiesta. Pragmatico e sicuro di sé, Lucas non tarda a subire lo charme di Marie, con la quale indaga, ma ben presto si scontra con l'omertà e la poca collaborazione degli altri abitanti dell'isola, che non amano avere un "forestiero" che mette il naso nei loro affari.

## Protagonisti
- Ingrid Chauvin: Marie Kermeur
- Bruno Madinier: Lucas Fersen
- Yves Rénier: Patrick Ryan
- Xavier Deluc: Christian Bréhat

## Cast tecnico
- Regia: Didier Albert
- Sceneggiatrici: Marianne Le Pezennec e Nicole Jamet
- Produzione: TF1 e Marathon Productions